# Couscoussier

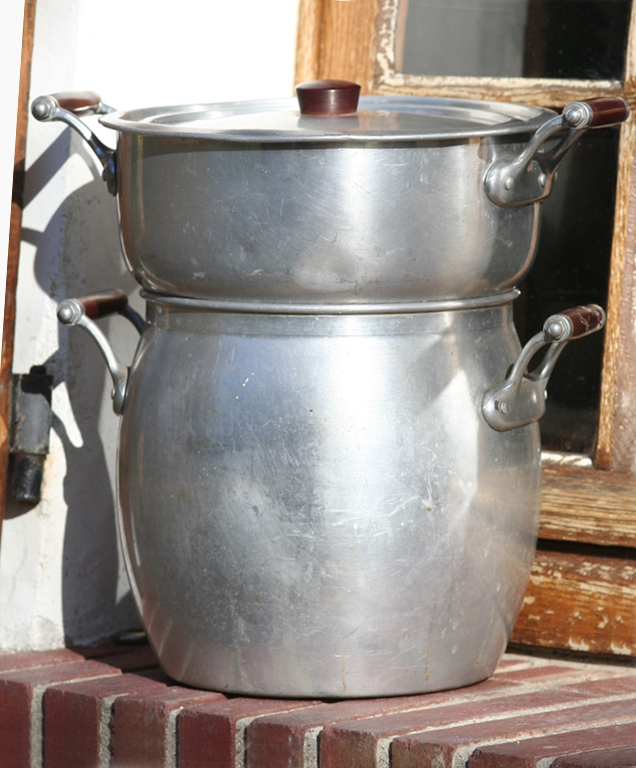
Un couscoussier.

À l'origine, le couscoussier était un plat en terre percé de trous, adaptable au-dessus d'une marmite contenant de l'eau. Ce plat en terre était garni de couscous afin qu'il cuise à la vapeur. La préparation faite dans ce plat en terre est le couscous. Aujourd'hui, le couscoussier est fabriqué en métal (aluminium ou en inox).
Ce récipient est composé :
- d'une partie inférieure, la marmite, contenant habituellement de l'eau, des légumes, des viandes rouges ou blanches. Elle joue un double rôle dans la cuisson du couscous : bouillir les légumes et viandes qu'elle renferme et fournir de la vapeur d'eau chaude.
- d'une partie supérieure, appelée aussi « couscoussière » : une sorte de passoire, dont le bas est percé de trous, permettant de laisser passer la vapeur pour la cuisson du couscous.

La cuisson des aliments (légumes, viandes, bouillon) à l'intérieur de la partie inférieure de ce récipient, sur un feu doux, et du couscous, est possible à condition que le montage des deux récipients soit étanche, ne laissant pas s'échapper la vapeur ainsi produite, c'est pourquoi en général il y a lieu d'entourer l'emboîtement des deux parties à l'aide d'une bande de tissu imbibé d'huile et de pâte (résidus de couscous) pour empêcher la perte de vapeur.